# Корпус військової поліції армії США
Корпус військової поліції армії США (англ. Military Police Corps (United States) — рід військ, підрозділ правоохоронних органів у формі армії Сполучених Штатів Америки. Розслідування проводяться слідчими військової поліції під керівництвом Офісу генерал-проректора або спеціальними агентами Департаменту кримінальних розслідувань армії США (CID).
Підрозділи військової поліції армії США, окрім правоохоронних обов'язків, мають обов'язки в зоні бойових дій. Ці обов'язки включають патрулювання в пішому порядку та у складі військових колон, операції сил реагування, контроль району пошкоджень, розвідку маршрутів, операції з охороною та пошукові роботи, безпеку критично важливих об'єктів, а також супровід конвоїв та особового складу. З оперативної точки зору, ці обов'язки підпадають під функцію «забезпечення безпеки та мобільності» Корпусу військової поліції.
Корпус військової поліції є одним із наймолодших родів військ армії США. Він був офіційно заснований 26 вересня 1941 року. Солдати виконують поліцейські обов'язки з часів війни за незалежність, коли ці обов'язки покладалися переважно на кінну поліцію під назвою «війська Марехауссе» (фр. Maréchaussée). Солдати, як-от Ветеранський резервний корпус та Корпус проректора, виконували обов'язки військової поліції під час Громадянської війни. Члени парламенту з відзнакою служили в іспано-американській війні, Першій і Другій світових війнах, Корейському конфлікті та у В'єтнамі. За їхню видатну службу у В'єтнамі, 14 жовтня 1968 року Корпус військової поліції був призначений до складу сил бойової підтримки та служби армії США.

## Призначення
Військова поліція армії США виконує важливу функцію в повному спектрі армійських операцій як частина формувань «маневру, вогню та ефекту» (англ. Maneuver, Fires and Effects, MFE). Корпус військової поліції надає експертну підтримку в операціях з охорони правопорядку, затримання та стабілізації з метою посилення безпеки та забезпечення мобільності військ (сил). Військова поліція активно використовується в прямих бойових діях та в мирний час.
Основними завданнями військової поліції є три дисципліни та одну інтегровану функцію:
- Операції з безпеки та підтримки мобільності
- Поліцейські операції
- Операції із затримання
- Операції поліцейської розвідки (інтегрована функція в усіх дисциплінах)

### Кар'єрна політика Корпусу
Корпус військової поліції має шість кар'єрних шляхів у армії: один для офіцерів, один для ворентофіцерів та сержантів і чотири для солдатів рядового складу:
Наразі це серія 31, раніше серія 95, а до цього — 1677.
- 31A — офіцер військової поліції
- 311A — ворентофіцер кримінальних розслідувань;
- 31B (раніше кодувався як 95B) — військова поліція
- 31D (раніше кодувався як 95D) — спеціальний агент кримінальних розслідувань
- 31E (раніше кодувався як 95C) — спеціаліст з інтернування/переселення
- 31K — кінолог військової поліції

Ворентофіцер кримінальних розслідувань розслідує тяжкі злочини та може бути призначений до операцій Міністерства оборони США в таких сферах, як боротьба з наркотиками та розслідування поліцейської розвідки (збір розвідувальних даних). Спеціаліст з інтернування/переселення працює в установах утримання під вартою та виправних закладах Збройних сил США. Робота включає підтримку фізичної безпеки та нагляд за установами, але фахівці також відповідають за надання консультаційних послуг особам, які перебувають у установі.